# Czarnostawiański Potok
Der Czarnostawiański Potok ist ein rund 1 km langer linker Zufluss des Meerauge und damit des Rybi Potok in der Woiwodschaft Kleinpolen in Polen. Er hat den Charakter eines Hochgebirgsflusses.

## Geografie
Der Fluss hat seine Quelle im Bergsee Czarny Staw pod Rysami in der Hohen Tatra und fällt im Wasserfall Czarnostawiańska Siklawa in das Meerauge, er stellt damit einen der Quellflüsse des Rybi Potok dar. Der ganze Flusslauf befindet sich im Tatra-Nationalpark.

## Name
Der Czarnostawiański Potok lässt sich als „Schwarzseebach“ übersetzen.

## Flora und Fauna
Das Wasser des Czarnostawiański Potok ist sauber, er fließt über der Baumgrenze.

## Tourismus
Entlang des Flusses führt ein rot markierter Wanderweg vom Meerauge zum Czarny Staw pod Rysami.

## Flussverlauf

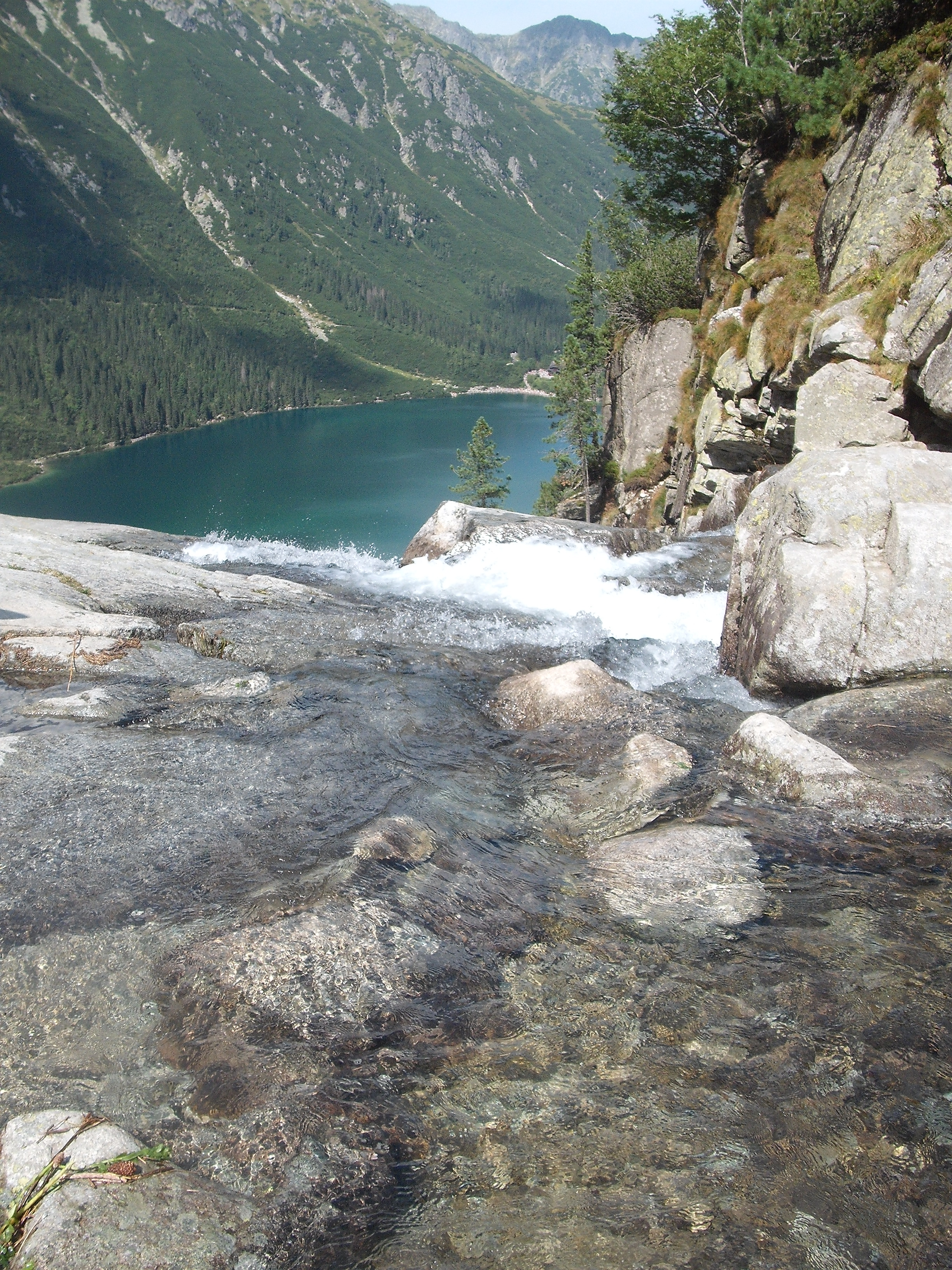
Quelle
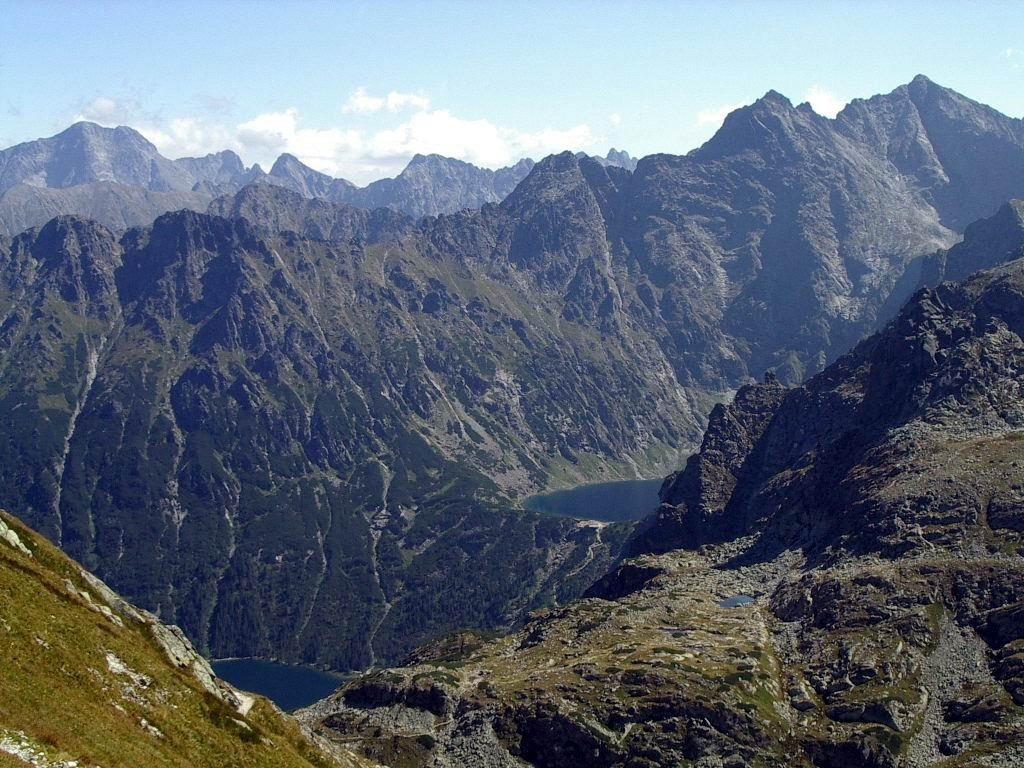
Quell- und Mündungssee
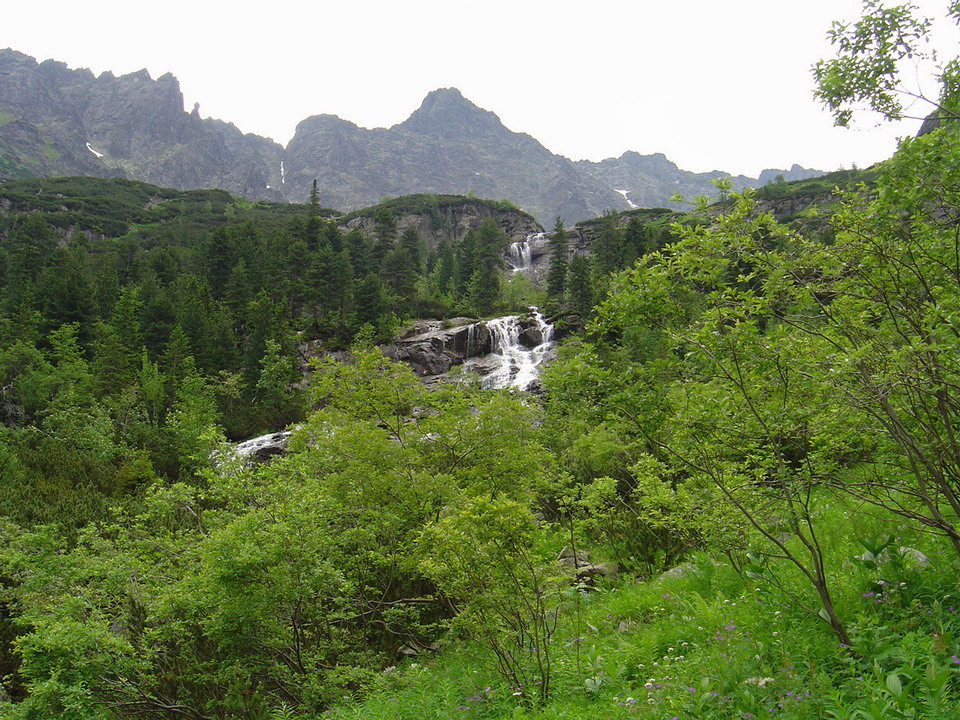
Czarnostawiańska Siklawa
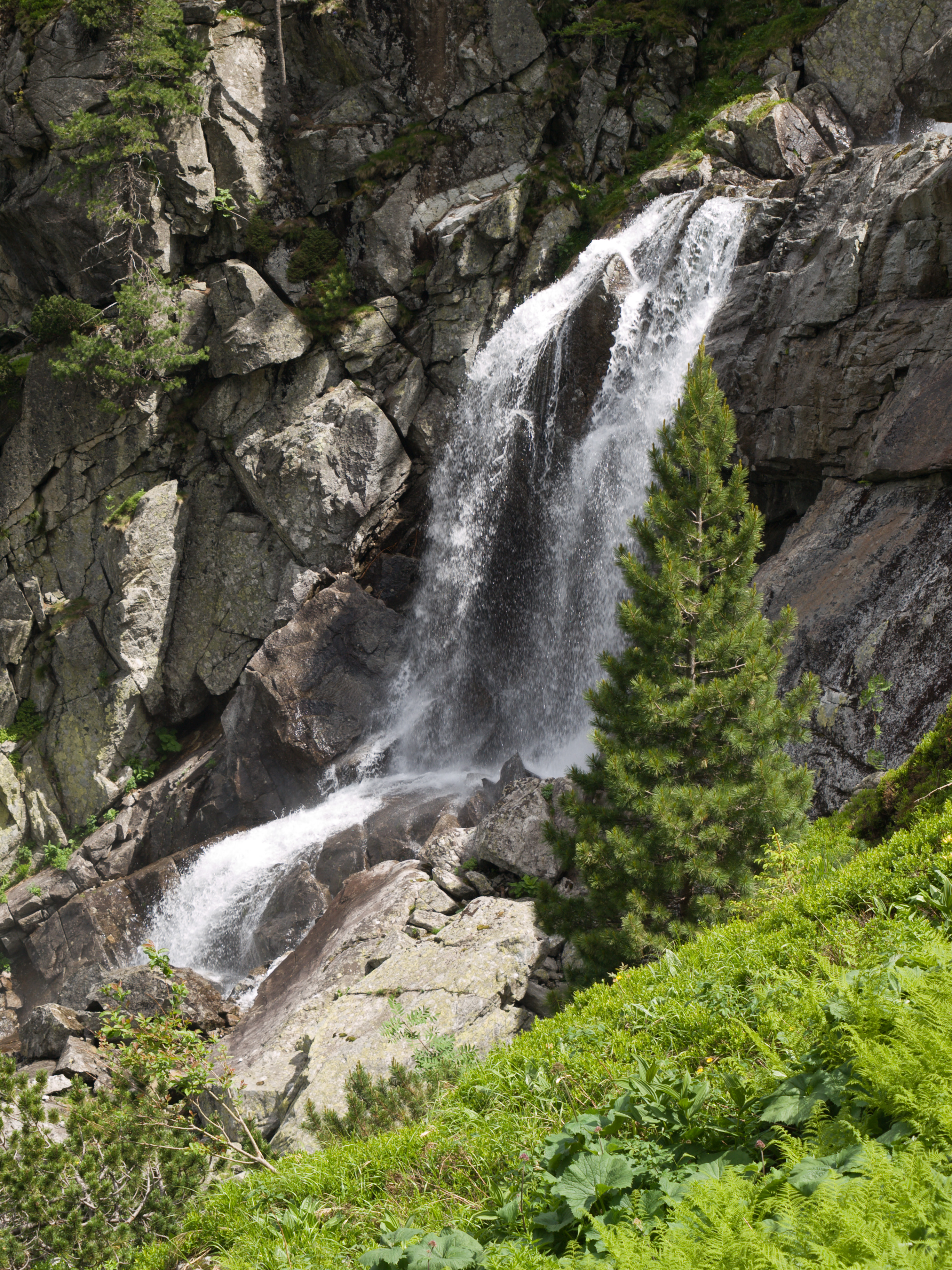
Czarnostawiańska Siklawa
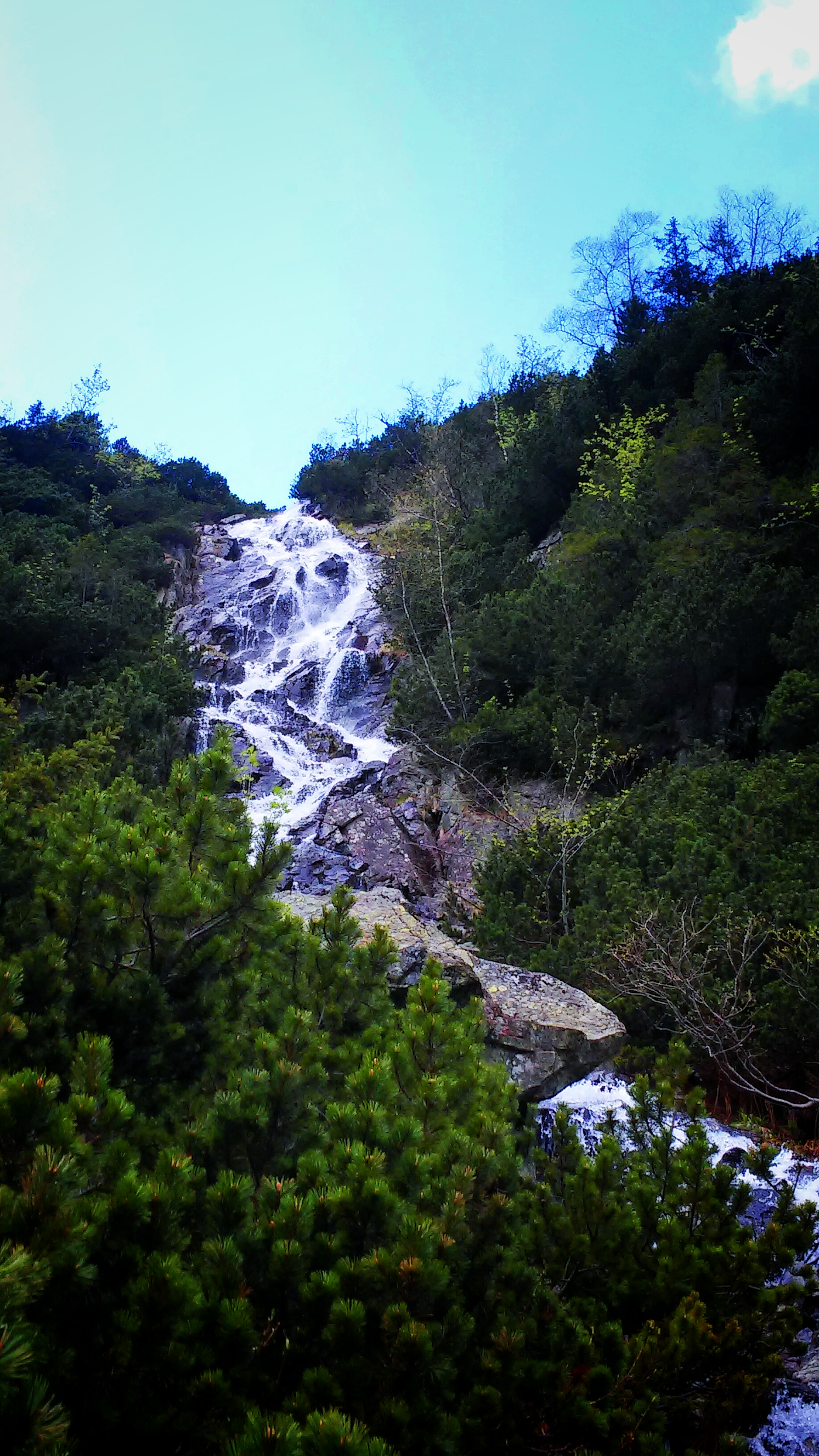
Bachlauf
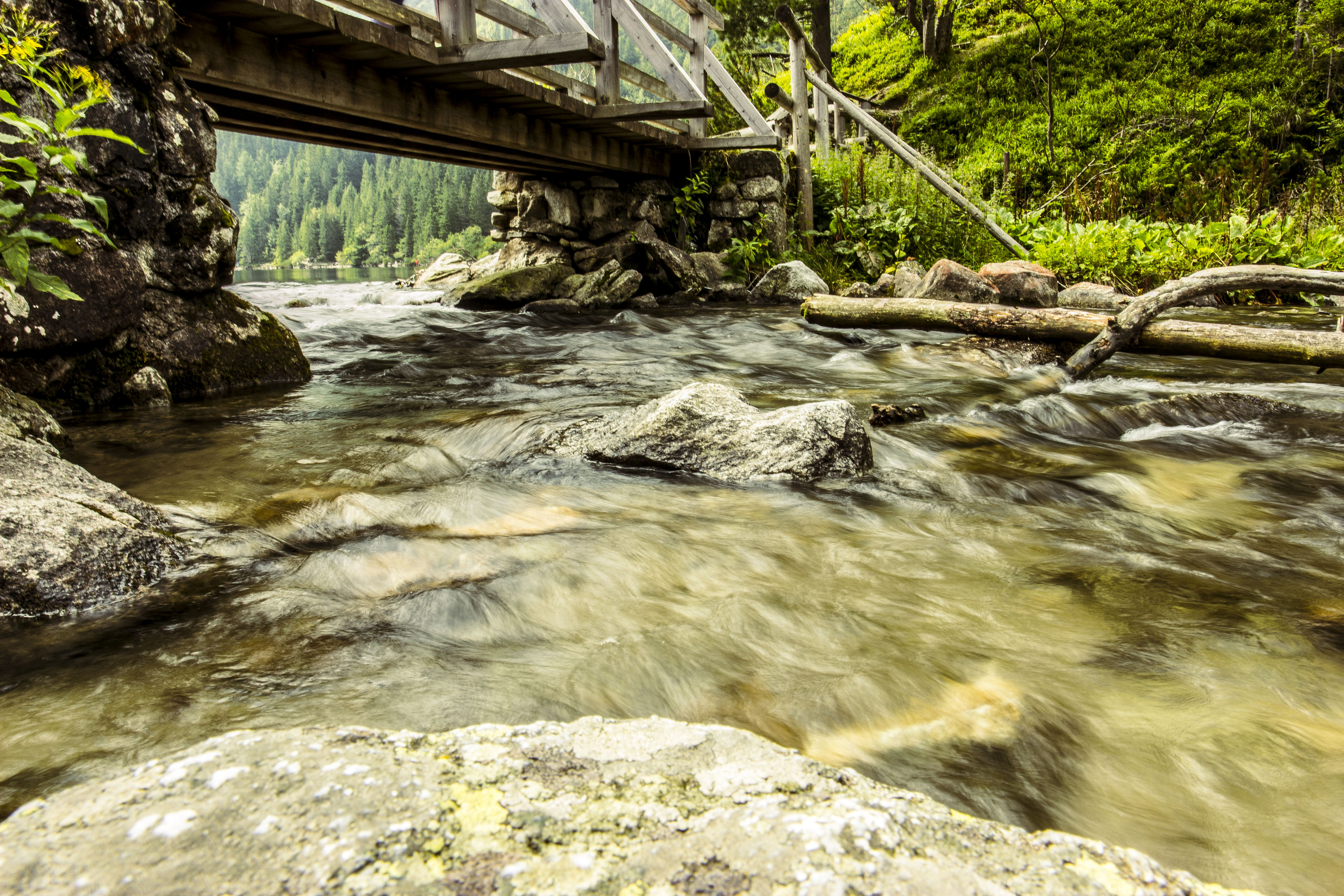
Mündung